# انسان‌شناسی شهری
انسان‌شناسی شهری، به‌عنوان یکی از زیرشاخه‌های انسان‌شناسی فرهنگی، امروزه جایگاه نسبتاً وسیعی در مطالعات شهری و مسائل مرتبط با حوزه شهرنشینی یافته‌است.
درواقع این رشته از پیوند میان فضا، زمان و نشانه‌های شهری با انسانی که این عوامل را تولید، بازتولید و مصرف می‌کند، پدید آمده‌است. ازاین‌رو، در انسان‌شناسی شهری به بررسی و تحلیل فضاهای زیستی-فرهنگی در شهر توأماً پرداخته می‌شود. 
تغییر و تحول به وجود آمده در شهرها و افزایش و رشد سریع جمعیت‌های شهری در شهرهای مدرن و پیآمدهای فرهنگی، اجتماعی و ظهور خصوصیات فرهنگی جدید و خردهفرهنگ‌ها و هم‌چنین تنوع قومی و بحث همجواریشان، انسان‌شناسان را برآنداشت تا از حوزهٔ کلاسیک که مربوط به قلمرو جغرافیایی اقوام ابتدایی و بومی بود، به جوامع پیچیده یعنی جامعهٔ شهری توجه کنند. 